# بول جورجيسكو
كان بول جورجيسكو (7 نوفمبر 1923- 15 أكتوبر 1989) ناقدًا أدبيًا رومانيًا وصحفيًا وكاتب خيال وشخصية سياسية شيوعية. يشتهر بأنه مشارك أساسي في فرض الواقعية الاشتراكية بشكلها الروماني وراعيًا لأدب الحداثة وما بعد الحداثة المخالف، وقد بدأ حياته المهنية في السياسة خلال الحرب العالمية الثانية، عندما انحاز إلى المجموعات المناهضة للفاشية والحزب الشيوعي الروماني المتخفي في معارضة نظام يون أنتونيسكو المتحالف مع دول المحور. في السنوات العشرين الأولى من الحكم الشيوعي في رومانيا، ساعد جورجيسكو ليونتي راوتو في ممارسة السيطرة الستالينية على الأدب المحلي، لكنه نشر أيضًا لأدباء شبان مستقلين بدءًا من نيكيتا ستانيسكو وماتي كالينسكو في صحيفته غازيتا ليتيرارا. هُمّش بسبب تناقضه مع عقيدة الاشتراكية الواقعية، وعاد إلى الحياة العامة في أثناء إشاعة الليبرالية التي فرضها نيكولاي تشاوتشيسكو في الستينيات، وصار معارضًا علنيًا لتعددية تشاوتشيسكو الشيوعية القومية وزرع سرًا الأيديولوجية التروتسكية المحظورة.
في الجزء الأخير من حياته، عُرف بول جورجيسكو بخاصة على أنه روائي تجريبي، ومن أوائل ما بعد الحداثيين على الساحة المحلية، وعلى الرغم من إعاقته الجسدية، كان أحد أغزر المؤلفين الرومانيين إنتاجًا في أواخر القرن العشرين. تناولت أعماله الرئيسة آنذاك، بما فيها فارا باروك («الباروك في الصيف») التي نالت استحسانًا كبيرًا، الحياة الحضرية والضاحوية في سهل باراغان، وسخرت سخرية مبدعة من أعمال كتاب القرن التاسع عشر وبداية القرن العشرين. بينما كان جورجيسكو موضع إعجاب لمساهمته في الرواية وترويجه مدى الحياة للأدب المناهض للعقائد، ظل جورجيسكو مثيرًا للجدل بسبب انتماءاته السياسية ومشاركته المبكرة في الرقابة.

## سيرته

### نشأته والحرب العالمية الثانية
وُلد جورجيسكو في تسانداري، إحدى بلديات باراغان (وهي الآن ضمن مقاطعة إيالوميتا). كان كلا والديه من إثنية رومانية ومن الطبقة الوسطى، ومارس والده الطب. منذ وقت مبكر، كان خائفًا من نهضة الجماعات الفاشية، وفي المقام الأول الحرس الحديدي، التي تبنت منظورًا ماركسيًا في رد الفعل.
انخرط الكاتب المستقبلي في الأوساط المناهضة للفاشية في الحرب العالمية الثانية، ويُعتقد أنه انضم في مراهقته إلى الحزب الشيوعي الروماني (بّي سي آر) الذي كان غير قانوني آنذاك، وذكرت التقارير إنه حارب ضد نظام يون أنتونيسكو الذي تدعمه النازية (انظر رومانيا في الحرب العالمية الثانية). رغم انتسابه إلى حزب يتبع الستالينية ونسقًا مؤيدًا للسوفييتية، يُحتمل أن الناشط الشاب كان معجبًا بالتروتسكية، ومن المعروف أن هذا التعاطف ظهر في السنوات اللاحقة. تعرض جورجيسكو للسجن السياسي في نظام أنتونيسكو، ويقال إنه آوى جاسوسًا سوفييتيًا. تقول الأسطورة إن السلطات حكمت عليه بالإعدام قبل أن يبلغ التاسعة عشرة، لكنه تمكن من الإفلات من الحكم. كتب رادو كوساسو، صديقه اللاحق وزميله الأديب: «كان [بول جورجيسكو] في خطر المحكمة العرفية».
في المراحل الأولى من الاحتلال السوفييتي، وقبل أن تنشأ رومانيا الشيوعية رسميًا، لعب بول جورجيسكو دورًا فاعلًا في نشر الشيوعية على المستوى الثقافي عمومًا، وفي تأسيس اتجاه محلي واقعي اجتماعي خصوصًا. بالتالي تصنفه الباحثة آنا سيليجان ضمن «الجيل الأول من المبدعين والدعاة للنظام الأدبي الجديد».

### تصدُّره السياسي
في الخمسينيات، صار جورجيسكو ناشطًا في قسم الدُعاة باللجنة المركزية لبّي سي آر، وهو المنصب الذي قيل إنه قاد الأوساط الأدبية إلى اعتباره الرجل المؤثر وراء المنظرين الكبيرين ليونتي راوتو ويوسيف كيشينيفشي. بعد إعادة هيكلة نظام التعليم، تقدم بالتسلسل الوظيفي إلى منصب محاضر في كلية الآداب بجامعة بوخارست. لكونه عضوًا في اتحاد الكتاب الروماني المنشأ حديثًا، انتُخب جورجيسكو لأول المرة لمنصب رئيس قسم النثر فيه في أكتوبر 1952. كان مقرر لجنة أيضًا في مجلس اتحاد الكتاب عام 1956، والذي أدان الحزب الشيوعي فيه، مستخدمًا الخطاب الستاليني، الجوانب الثقافية لاجتثاث الستالينية بصفتها «شكلية» و «حتمية اجتماعية مبتذلة». نُشرت نصوصه، التي تؤيد التيار الواقعي الاشتراكي الروماني، تحت اسم («مقالات نقدية»، 1957 و1958). في مارس 1954، شارك في تأسيس غازيتا ليتيرارا، التي افتُتحت بصفتها النظير الروماني لليتيراتورنايا غازيتا السوفييتية. كانت النشرة الجديدة في بدايتها بقيادة الكاتب المسن زاهاريا ستانكو، الذي أدت خلافاته مع قيادة بّي سي آر إلى سحبها إياه عن الحياة العامة وتعيينه مديرًا فخريًا للمجلة. نشر جورجيسكو، الذي حل محل ستانكو بصفة محرر، مقالات في أماكن أخرى تابعة للصحافة الواقعية الاجتماعية: كونتيمبورانول، وفياتسا رومانيسكا، ومنصة بّي سي آر سكينتيا. ساهم رفقة أوفيد كروهمالنيتشانو وسيرجيو فاركاشان وبيترو دوميتريو، باليوميات الأدبية المتفرقة في سكينتيا (بدءًا من 1953).
تولى بول جورجيسكو منصبًا مباشرًا في توجيه وترقية جيل شاب من الكتّاب في 1952، عندما صار أحد المحاضرين الرئيسين في مدرسة الأدب التي تأسست حديثًا، وهي مشروع من مشاريع اتحاد الكتّاب. في 1954، عيّن جورجيسكو فاليريو رابيانو، الذي كان طالبًا آنذاك وعُرف لاحقًا بأعماله البحثية حول شاعر القرن التاسع عشر ميهاي إيمينيسكو، في منصب بغازيتا ليتيرارا. من كتّاب المقالات الآخرين المتخصصين بالنقد الأدبي الذين روج لهم جورجيسكو باعتباره رئيس المجلة كان غابرييل ديميسيانو، وشتيفان كازيمير، ونيكولاي فيليا (الذي شجعه جورجيسكو على كتابة القصة القصيرة). بحلول 1957، كان على تواصل مع ماتي كالينيسكو أيضًا، وهو ناقد وروائي مستقبلي، وظفه في البداية بصفة مدقق لغوي في غازيتا ليتيرارا. في هذه المرحلة، يذكر كالنيسكو أن جورجيسكو نمى إعجابًا به وبالشاعر الحداثي الشاب نيكيتا ستانيسكو، بالإضافة إلى أصدقائهما في الأدب سيزار بالتاغ، ونيكولاي بريبان، وجورجيو هاجيو، وموديست موراريو، وبيتري ستويكا. رغم أن المجموعة هاجرت قريبًا إلى مجلة أناتول إي. باكونسكي المنافسة ستياوا، ومقرها كلوج، يُنسب الفضل لجورجيسكو بين الحين والآخر لإطلاقه العنان لستانيسكو من خلال الترحيب به بين شعراء عصره البارزين. يُعتقد أنه لعب دورًا مشابهًا في الحياة المهنية لماتي كالينيسكو ورفاق كالينيسكو في غازيتا ليتيرارا، بالإضافة إلى شتيفان بانوليسكو ومارين بريدا.
ظهرت النزاعات مع الأقسام الأخرى من المؤسسة الثقافية للواقعية الاشتراكية في الخميسنيات، عندما أدان كروهمالنيتشانو تسامح غازيتا ليتيرارا مع الحداثة باعتباره «تهربيّة». في عام 1957، سبب إزعاجًا إضافيًا لصناع القرار الشيوعين بموافقته على نشر مقال («عديم النظير») من تأليف قسطنطين تويو، والذي أثار سخرية زميله الكاتب الواقعي الاشتراكي دوميتريو. في نهاية الأمر، أدت الخلافات الأيديولوجية مع الجهاز الشيوعي إلى إخضاع زملائه للتصويت، وعُزل جورجيسكو من منصبه في غازيتا ليتيرارا. سجل كالينيسكو سخطه والتعريف الذي قدمه لحالته الجديدة: («الكاتب المقيم»). مُنح منصبه التحريري في غازيتا ليتيرارا لأوريل ميهالي، وخلفه تيبيريو أوتان.